# Ritók Lajos
Ritók Lajos (Nagyvárad, 1968. május 16. –) magyar grafikus-, festő- és szobrászművész.

## Élete és munkássága

### Gyermekévei és családja
Négygyermekes család sarjaként született. Édesanyja, Albert Piroska, édesapja, Ritók Károly harmadik gyermekeként született, testvérei: Ritók Károly , Ritók Linda és Ritók Sándor.
15 éves korában elkezdett kínai harcművészetekkel (wing-chun) foglalkozni, 21 éves korára már edzőként folytatta párhuzamosan érdeklődött kínai orvoslás, kínai filozófia, kínai kalligráfia, iránt is. 2 évig cselgáncsozott.
1989-ben Debrecenbe költözött és családot alapított. Felesége Ritókné Balogh Katalin, gyermekeik Ritók Zsolt, Ritók Kinga és Ritók Jázmin Krisztina.

### Tanulmányok és képzések
1989-ben a Nagyváradi Képzőművészeti Iskola grafika szakán végzett, ahol párhuzamosan, festészetet és szobrászatot is tanult. 2008-ban végzett a Magyar Képzőművészeti Egyetem festészet és szobrászat szakán. 2010-ben végzett a Magyar Képzőművészeti Egyetem Mester szakán (Képzőművészeti terápia).

## Művészeti hitvallása
“Célom úgy rajzolni, mint a lélegzetvétel, természetesen, hogy minél mélyebben elmerüljek azokban a dolgokban, amik bennem tombolnak.  Keresni szüntelenül, fáradhatatlanul a pillanatot, amikor a vonal is megfárad és hozzám társul.  Megszelídíteni a vonalat, és úgy sétálni vele, ahogyan a természet engedi, néha engedetlenül, néha fáradtan, de ritkán engedelmesen, ahogyan a csodák történnek. Megpróbálni beszélni a saját eszközeimmel, őszintén az ember sorsáról és körülöttük lévő dolgokról is, mindezeket elfogadni és megbékélni velük. Felfedezni, érezni és átadni azt az energiát, ami nagyon mélyen valahol csak nekünk szól…”

## Kiállításai
Közel 200 kiállítása volt itthon és külföldön, majd minden kontinensen kiállított: Amerika, Afrika, Ázsia, Európa.
További külföldi kiállítások:

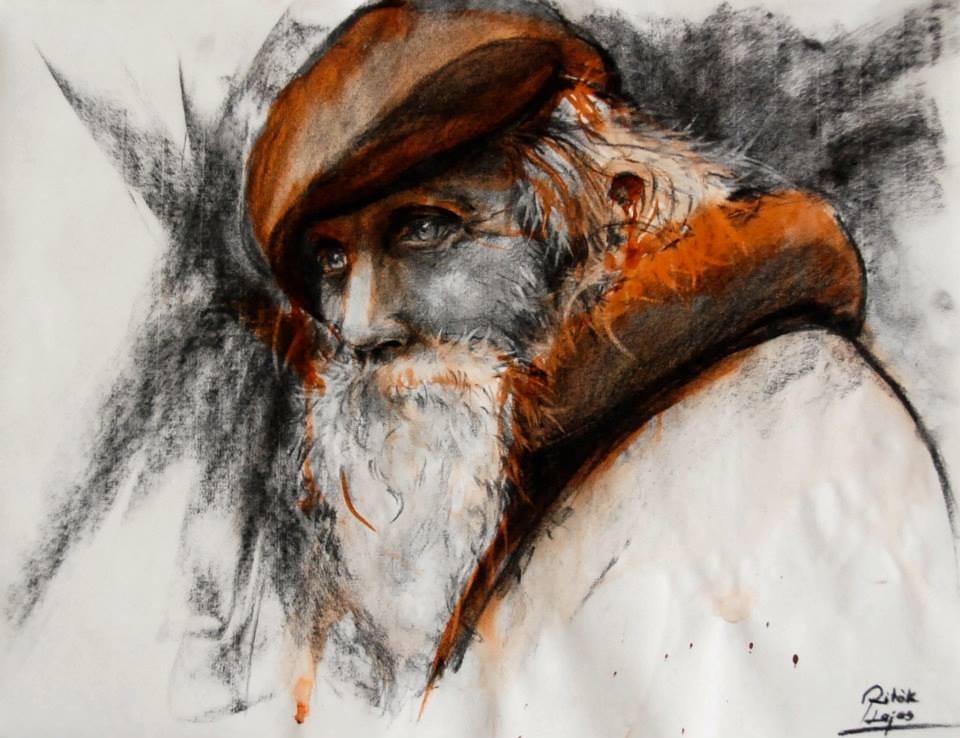
Nagyvárad2

éhány ország, ahol ki voltak állítva az alkotások:
- Hollandia,
- Németország,
- Svédország,
- Svájc,
- Finnország,
- Dánia,
- Olaszország,
- Anglia,
- Törökország,
- Bulgária,
- Franciaország,
- Magyarország,
- Lengyelország,
- Románia,
- Amerika
- Dél-Korea
- Szlovénia
- stb....

néhány jelentősebb város, ahol ki voltak állítva az alkotások:
- Párizs,
- London,
- New York,
- Budapest,
- Chicago,
- Washington,
- Hamburg,
- Halmstad,
- Stuttgart,
- Freiburg,
- Göteborg,
- Wijkaanzee,
- Turku,
- Sardinia,
- Várna,
- Krakkó,
- Verőce,
- Marosvásárhely,
- Brassó,
- Nagyvárad,
- Nagybánya,
- Csíkszereda,
- Kolozsvár,
- Debrecen,
- Belényes,
- Hajdúböszörmény,
- stb.....

## Művei köz- és magángyűjteményekben

### Közgyűjtemények
- 2008 USA, New York
- 2010 Franciaország, Párizs
- 2011 Nagyvárad
- 2011 Bulgária
- 2012 Debrecen
- 2013 Olaszország
- 2014 Hollandia, Amsterdam

### Magángyűjtemények
- 2007 Magyarország
- 2008 Skócia
- 2009 Hollandia
- 2010 Németország
- 2011 Dánia
- 2012 Franciaország, Párizs
- 2013 Japán, Tokió
- 2014 Dél-Afrika, Johannesburg
- 2015 Dél-Korea

## Képzőművészeti alkotó táborok
- 2007 Románia, Petroșani
- 2008 Románia, Nagyenyed (Aiud)
- 2009 Lengyelország; Hajdúnánás
- 2010 Olaszország, Sardinia
- 2011 Hollandia, Amszterdam
- 2012 Hollandia, Wijk aan Zee
- 2013 Németország
- 2014 Hollandia, Wijk aan Zee

## Köztéri alkotások
- 2010 Nagyvárad, Vár (Köztéri szobor)
- 2015 Debrecen, Piac utca (Festmény)

## Díjak
- 1987 Nagyvárad "Eminescu rajzverseny" (I. helyezés)
- 1988 Nagyvárad "Idő" linómetszet verseny (II. helyezés)
- 2010 Debrecen Akt kiállítás (különdíj)
- 2015 Szlovénia Art Fair (II. helyezés)
- 2019 Budapest Aranykereszt Érdemrend kitüntetés

## Publikációk

### Ritók Lajos Hungarian Art
2007-ben Art Expo címen kiállítási katalógusa jelent meg.
2008 tavaszán  jelent meg Ritók Lajos képeiből készült gyűjtemény, amelyben diópáccal illetve szénnel készült portrék, illetve tájképek találhatóak és minden képhez hozzáillő szöveg-idézetek, szállóigék, bölcs mondások, szólások és közmondások öt nyelven (magyarul, franciául, angolul, németül, románul).

### 6 continent ArtBook
Ez egy készülőben lévő válogatás a mai nemzetközi kortárs művészek alkotásaiból.

## Galéria

### Olajfestmények
- Filozófus
- Turbán
- Krisztus
- Anyu
- Sötétben
- Ritók Lajos Trianon
- Fájó gondolat
- Öreg mama
- Pillanat
- Aggodalom
- Nagyenyed

## Szénrajzok

### Álló képek
- Mama
- Kereskedő
- A lehetőség
- A vásár
- Gondolat
- Hajléktalan
- Hortobágy
- Király sem lennék
- Lehetséges
- Portré
- Portré
- Portré
- Öreg mama
- Pápa
- Papp Lajos, a sámán
- Papp Lajos
- Tejes néni a piacon
- Tanulmány olajfestményhez
- Tanulmány olajfestményhez
- Turbán
- Várakozás

### Fekvő képek
- Kutyaportré
- A nagy pihenés
- a sapka
- a szem a lélek tükre
- akvarell
- Apáca
- Balázsfalva
- Brassó
- fogság
- Füst
- Gondolat
- Gondolat
- hogyan
- Hortobágy pásztor
- Hortobágy pásztor
- Hortobágy
- Kávé
- Kék szem
- kendő gondolat
- kendő
- kenyér
- Kézdivásárhely
- Király
- Kolozsvár
- Krisztus tanulmány
- Krisztus
- Lengyelország
- Menetelés
- Nagyenyed
- Nagyenyed
- Nagyvárad
- Nagyvárad
- Nagyváradi piac
- Öreg mama
- Piac
- Pihenés
- sötét gondolat
- Szeben
- Tanulmány
- Tekintély
- vásár
- Nagyváradi egyetem

## Tusrajzok
- Diópácakvarell
- Diópácakvarell
- Diópácakvarell
- Diópácakvarell
- A párizsi Eiffel-torony (diópácakvarell)
- A párizsi Notre Dame (diópácakvarell)
- A párizsi Notre Dame (diópácakvarell)
- Don Quijote (diópácakvarell)
- Kemence (diópácakvarell)
- Parasztházbelső (diópácakvarell)
- Parasztház (diópácakvarell)
- Parasztház Erdélyben (diópácakvarell)
- Részlet (diópácakvarell)
- Vókonya tanya diópác (diópácakvarell)